# علي أبو شادي
على أبو شادي (15 نوفمبر 1946 - 16 فبراير 2018) هو ناقد سينمائي مصري.

## حياته
ولد في قرية ميت موسى، بمركز شبين الكوم بمحافظة المنوفية.
حصل على ليسانس الآداب - جامعة عين شمس عام 1966م، ثم دبلوم الدراسات العليا من المعهد العالي للنقد الفني - أكاديمية الفنون عام 1975م.

## مناصب
- الأمين العام للمجلس الأعلى للثقافة ( 2007- 2009 )
- مستشار وزير الثقافة للشئون الفنية (2009-2011)
- مستشار صندوق التنمية الثقافية للشئون الفنية ( 2006-2009)
- رئيس قطاع الإنتاج الثقافي (2006-2007)
- رئيس المركز القومي للسينما (2001-2008)
- رئيس مجلس إدارة الهيئة العامة لقصور الثقافة (1999-2001)
- رئيس الرقابة على المصنفات الفنية (1996-1999) / (2004-2009)
- عضو المجلس الأعلى للثقافة ( 2007-2009)
- عضو مجلس الإدارة المنتدب للشئون الفنية - شركة مصر للصوت والضوء والسينما (2009-2011)
- رئيس مجلس إدارة شركة مصر للسينما والإنتاج الإعلامي (2011-2012)

## نشاطه
- رئيس تحرير مجلة «سينما» - الثقافة الجماهيرية ( 1975-1983)
- نائب رئيس تحرير مجلة الثقافة الجديدة (1991-1999)
- رئيس تحرير مجلة الثقافة الجديدة (1999-2001)
- رئيس لجنة تحكيم مسابقة جمعية ساويرس للسيناريوهات ( فرع كبار الكتاب ) (2006-2010)

## مؤلفاته
أصدر الكتب التالية:
- السينما التسجيلية في السبعينات. (1980)
- السينما التسجيلية - مقالات ودراسات ( إعداد). (1982)
- الفيلم السينمائي طبعة أولى. (1982)
- أفلامنا التسجيلية وجوائزها الدولية. (1990)
- أحمد راشد .. عيون تعشق الحياة. (1993)
- كلاسيكيات السينما العربية. (1994)
- أبيض وأسود (1994)
- السينما المصرية 94 ( إعداد ومشاركة في التحرير) (1995)
- لغة السينما ( طبعة ثانية من «الفيلم السينمائي») (1996)
- كمال الشناوي .. شمس لا تغيب (1997)
- وقائع السينما المصرية في مائة عام [1895-1994]. (1997)
- كلاسيكيات السينما المصرية - جزء 1 (1997)
- كلاسيكيات السينما المصرية - جزء 2 (1998)
- كلاسيكيات السينما المصرية - جزء 3. (1999)
- السينما والسياسة - طبعة أولى. (2000)
- من أفلام التسعينات. (2000)
- إتجاهات السينما المصرية - طبعة أولى (2001)
- إتجاهات السينما المصرية - طبعة ثانية (2001)
- السينما والسياسة - طبعة ثانية. (2001)
- الفن بين العمامة والدولة ( مع كمال رمزي ومادلين تادرس(2001)
- إتجاهات السينما المصرية - طبعة ثالثة. (2002)
- سينما وسياسة - طبعة ثالثة (2003)
- وقائع السينما المصرية في القرن العشرين. (2004)
- وقائع السينما المصرية [1895-2002].[1] (2004)
- خمسون فيلماً من كلاسيكيات السينما المصرية (2004)

## وفاته
توفي في 16 فبراير 2018 بعد صراع مع المرض

## وصلات خارجية
- علي أبو شادي على موقع قاعدة بيانات الأفلام العربية